# Credito d'imposta
Il credito d'imposta è una tecnica di liquidazione del tributo, o, meglio, è un diritto di credito di cui è titolare il contribuente nei confronti dell'ente impositore. Questa situazione giuridica soggettiva, dunque, si inquadra in un rapporto obbligatorio regolato dalle norme di diritto tributario, in cui il creditore è il soggetto passivo d'imposta ed il debitore è l'ente impositore. 
Il credito d'imposta può venire in essere perché il contribuente vanta un diritto al rimborso, in quanto i pagamenti a titolo d'imposta da lui effettuati risultano di un ammontare superiore rispetto al debito evidenziato nella dichiarazione dei redditi, oppure perché il sistema tributario consente al contribuente di beneficiare di diritti di credito, volti ad attenuare l'obbligo tributario, da far valere nei confronti dell'ente impositore. 

## Storia
La locuzione "credito d'imposta" era presente nella lingua italiana almeno dalla fine del Settecento. Prima della riforma fiscale dell'inizio degli anni '70 del Novecento, tale locuzione individuava la titolarità di un diritto di credito in capo all'Amministrazione finanziaria nei confronti del contribuente, ma con la legge delega 9 ottobre 1971, n. 825 questa interpretazione viene ribaltata: l'espressione "credito d'imposta", infatti, con una sempre maggiore frequenza, fa sì che il contribuente assuma la veste di creditore e l'ente impositore quella di debitore. Questa evoluzione normativa fa, quindi, intendere che l'espressione in oggetto non abbia un significato univoco. Dunque, per meglio circoscriverne il concetto, appare opportuno operare una classificazione. 
I crediti che il contribuente vanta nei confronti dell'erario sono un ampio genus, al cui interno si possono trovare crediti da rimborso, crediti da restituzione e crediti da non-indebito, i quali si differenziano tra loro per la nascita o per le modalità di esercizio. La classificazione avviene, quindi, tra: 
- Crediti da rimborso (o da indebito), che derivano da un pagamento indebito;
- Crediti da restituzione, per i quali non c'è compensazione con il debito d'imposta;
- Crediti da non-indebito (o crediti d'imposta in senso stretto), che non derivano da alcun versamento indebito e per i quali c'è compensazione con il debito d'imposta. Fanno parte di quest'ultima categoria i crediti da ausilio finanziario pubblico, il credito per redditi esteri, il credito per gli utili distribuiti ed il credito Iva.[5] In tutte queste fattispecie si tratta di diritti di credito accordati per effetto di una norma di legge allo stesso contribuente, in conseguenza delle scelte di politica economica adottata dal legislatore[1].

## Istituto giuridico
Con l'introduzione dell'istituto giuridico del credito d'imposta, il legislatore ha voluto accordare al contribuente un diritto soggettivo di credito nei confronti dell'ente impositore, diritto che viene regolato dalle norme di diritto tributario. Questo diritto di credito può essere considerato come una tecnica di correzione dello squilibrio patrimoniale e dello squilibrio di potere che vi è fra il contribuente e l'ente impositore.
A seconda delle previsioni di legge, il credito d'imposta può configurarsi come: 
- un'attenuazione d'imposta, quando il credito annulla parzialmente il debito d'imposta;
- un'erogazione pecuniaria a carico dell'ente impositore, quando il credito supera il debito d'imposta[1].

Il diritto di credito vantato dal soggetto passivo d'imposta nasce dalla legge, più precisamente da un fatto giuridico. Quindi, al verificarsi del fatto giuridico, sorgerà un credito in capo al contribuente ed il corrispondente obbligo patrimoniale in capo all'ente impositore. Il credito d'imposta, però, si distingue da altre posizioni giuridiche soggettive perché trae origine da pagamenti dovuti.
Alla nascita del credito d'imposta segue la possibilità, per il soggetto passivo d'imposta, di esercitare il proprio diritto di credito e, quindi, di soddisfarlo.  Attenzione, però, che per poter usufruire del credito, il contribuente deve sempre sottostare a determinate formalità, la cui mancata osservanza determina la perdita dello stesso diritto di credito. Dunque, l'esercizio del credito corrisponde al momento in cui il contribuente, nella dichiarazione dei redditi, indica di voler usufruire del proprio diritto di credito; l'estinzione del credito, invece, corrisponde al momento in cui il contribuente usufruisce della detrazione o del rimborso.

### La detrazione
Per evitare spostamenti di ordine patrimoniale, è previsto che il credito d'imposta si realizzi in maniera diversa dal pagamento in denaro. Il credito, quindi, si estingue con una detrazione dell'imposta. 
La detrazione è l'istituto che permette di estinguere il credito d'imposta fino alla concorrenza del maggior debito d'imposta vantato dall'ente impositore. La detrazione, perciò, utilizza il meccanismo del reciproco annullamento dei valori positivi e negativi del patrimonio del soggetto passivo d'imposta. Ecco che questo aspetto dell'istituto della detrazione ricorda un altro istituto giuridico: la compensazione legale, anche se con qualche differenza. Nel caso della detrazione, infatti, non è il debitore ad eccepire la compensazione, ma è il contribuente-creditore a manifestare la sua volontà di avvalersi della compensazione.

### Il rimborso
Con il termine rimborso si intende il diritto vantato dal contribuente nei confronti dell'ente impositore al pagamento del proprio credito d'imposta. Inoltre, il diritto al rimborso può essere descritto anche come l'eventuale quota di credito avanzata a seguito dell'esercizio della detrazione e per la cui estinzione è necessario un comportamento attivo da parte dell'ente impositore, ossia è richiesto il pagamento del credito in avanzo.

## Alcuni esempi di crediti d'imposta da non-indebito

### Il credito da ausili finanziari pubblici
Il credito d'imposta può essere considerato come un correttivo dello squilibrio tra il contribuente e l'ente impositore, ma anche come un istituto premiale a favore del contribuente, giustificato da interessi extra-fiscali sostenuti dalle idee di politica economica. Più propriamente, il credito d'imposta può essere descritto come un aiuto di carattere pubblicistico (dovuto a scelte di politica economica) a favore dei soggetti passivi d'imposta e disposto nelle forme e procedure del diritto tributario.
Quando il credito d'imposta serve a limitare la pretesa tributaria dell'ente impositore ed ha il fine di favorire determinati settori produttivi o determinate categorie di privati, allora esso viene qualificato come una riduzione d'imposta. Quando, invece, il credito d'imposta è stabilito dalla legge in misura maggiore rispetto al debito d'imposta, determinando quindi un diritto al rimborso per la somma residua, allora esso determina un'immediata disponibilità economica a favore del contribuente; in questo caso, quindi, il credito lo si può considerare come un vero e proprio finanziamento (a carico delle casse dello Stato).
Il credito, come metodo di ausilio pubblico, appare, quindi, mettere d'accordo i vantaggi delle agevolazioni con quelli dei pagamenti diretti: non è necessario ricorrere al prelievo della somma dovuta dal contribuente per coprire la sua sovvenzione perché il credito è destinato ad esaurirsi con il debito d'imposta del medesimo contribuente.
Attenzione: il credito d'imposta va distinto dall'esenzione, in quanto non vi è una norma speciale (in deroga a quella generale) che esclude di per sé il tributo altrimenti dovuto secondo quanto stabilito dalla norma generale.

### Il credito per redditi prodotti all'estero
Il sistema tributario italiano (così come altri ordinamenti) prevede all'articolo 3 del Decreto del Presidente della Repubblica del 22 dicembre 1986, n. 917 (TUIR) il principio della tassazione su base mondiale, secondo cui i contribuenti fiscalmente domiciliati in Italia sono tassati sulla base della fonte di produzione del reddito, sia essa nazionale o estera. In altre parole, questo principio si applica a tutti coloro che sono residenti in Italia, anche se svolgono attività al di fuori dello Stato italiano e se il reddito prodotto all'estero viene tassato anche nel Paese fonte del reddito, allora si verificherà una doppia imposizione. Il credito d'imposta è uno strumento normativo molto utilizzato nel diritto tributario, perché permette di correggere o limitare il fenomeno della doppia imposizione. 
L'articolo 165 del TUIR prevede il credito d'imposta per le imposte assolte all'estero. Tale disposizione, infatti, prevede che l'imposta pagata all'estero dal soggetto passivo d'imposta residente in Italia è detraibile dall'imposta italiana dovuta sullo stesso reddito.

#### L'articolo 165 del TUIR[8]
Il Decreto legislativo del 12 dicembre 2003, n. 344, in ottemperanza alla riforma fiscale, ha modificato profondamente il Testo unico delle imposte sui redditi ed ha introdotto, così, il nuovo articolo 165 intitolato "Credito d'imposta per redditi prodotti all'estero". 
Affinché possa applicarsi il meccanismo del credito d'imposta stabilito dall'articolo 165 del D.Lgs. 917/1986, sono necessari tre elementi essenziali:
- la mancanza di una convenzione tra l'Italia e lo Stato estero;
- la partecipazione del reddito prodotto all'estero alla formazione del reddito complessivo italiano;
- il pagamento dell'imposta estera deve avvenire a titolo definitivo.

Attenzione, però, che non tutte le imposte possono usufruire del credito d'imposta, ma solamente le imposte estere con caratteristiche analoghe all'imposta sui redditi applicata in Italia. 
L'articolo 165, comma 2, del TUIR si occupa di definire cosa si intende per redditi "prodotti all'estero". Dunque, sono considerati "prodotti all'estero" tutti quei redditi che sarebbero considerati come prodotti in Italia se realizzati da soggetti non residenti nello Stato italiano. Qualora, alla formazione del reddito, concorrano redditi prodotti in diversi Stati esteri, allora la detrazione si applicherà separatamente per ciascuno Stato. 
L'articolo 165, comma 4, del TUIR precisa, inoltre, che per l'ammissione della detrazione dell'imposta pagata all'estero deve essere presentata la relativa richiesta nella dichiarazione dei redditi riguardante il periodo in cui le imposte estere sono state pagate.
Il meccanismo del credito d'imposta non si applica se il contribuente non presenta la dichiarazione dei redditi o nel caso in cui ometta di indicare i redditi prodotti all'estero nella suddetta dichiarazione.

### Il credito per gli utili distribuiti
Il credito d'imposta per gli utili distribuiti (o dividendi), esattamente come il credito per i redditi prodotti all'estero, è stato introdotto nell'ordinamento italiano alla fine degli anni '70 (L. 16 dicembre 1977, n. 904) ed ha lo scopo di contrastare il fenomeno della doppia imposizione: la prima tassazione, infatti, si verifica in capo alla società che ha prodotto l'utile, mentre la seconda tassazione si verifica a carico del socio a cui l'utile viene distribuito. Dunque, il soggetto passivo d'imposta gode di un credito pari all'imposta sugli utili già versata dalla società distributrice. 
Condizione necessaria affinché il credito d'imposta sui dividendi possa essere attribuito è legata allo status di socio, per cui possono usufruire del credito solamente coloro che percepiscono gli utili sociali in quanto occupano la posizione di socio. Qualora gli utili vengano distribuiti a soci che sono a loro volta forme societarie (es. una società di persone), allora il credito d'imposta spetterà ai singoli soci di quelle società in relazione alle loro quote. Il credito d'imposta, quindi, non spetterà a coloro che, pur partecipando agli utili societari, non rivestono la qualità di socio; in particolare, sono esclusi gli amministratori o i dipendenti. La qualità di socio è una condizione necessaria, ma non sufficiente: è necessario, infatti, che le società che distribuiscono gli utili siano delle società per azioni, delle società in accomandita per azioni o delle società a responsabilità limitata. Inoltre, affinché possa applicarsi questo particolare meccanismo di credito d'imposta, è necessario che l'impresa abbia sede legale in Italia ed il socio percettore degli utili abbia la residenza nello stesso Paese.
La disciplina del credito d'imposta sui dividendi è stata profondamente riformata con il decreto legislativo del 18 dicembre 1997, n. 467. A seguito della riforma, il credito d'imposta sui dividendi è stato suddiviso in: credito d'imposta "pieno" e credito d'imposta "limitato" e la differenza tra queste due tipologie di credito sta nel fatto che la società erogatrice abbia liquidato le imposte relative agli utili o meno. 

#### Il credito d'impostapieno
Al soggetto passivo d'imposta spetta un credito calcolato sull'ammontare degli utili distribuiti (in ogni loro tipologia e forma) dalla società erogatrice, cioè da un soggetto sottoposto all'IRPEG (Imposta sul reddito delle persone giuridiche). Il credito d'imposta sui dividendi, dunque, è riconosciuto a patto che gli utili a cui si riferisce concorrano a formare il reddito complessivo del soggetto passivo d'imposta che ne beneficerà. 
Il credito d'imposta pieno è regolato dall'articolo 105, comma 1, lettera a), del TUIR e viene attribuito ai soci grazie alla liquidazione delle imposte attuata dalla società. È detratto dall'imposta senza alcuna limitazione e se l'ammontare del credito risulta maggiore rispetto all'imposta dovuta, allora il contribuente ha diritto ad un rimborso. 

#### Il credito d'impostalimitato
Il credito d'imposta limitato è regolato dall'articolo 105, comma 1, lettera b), del TUIR e viene attribuito, nei limiti delle imposte virtuali (cioè non liquidate in sede di dichiarazione dei redditi perché beneficiarie di agevolazioni quali, per esempio, aliquote ridotte), ai soci percettori degli utili con l'intento di trasferire loro le agevolazioni cui ha potuto fruire la società distributrice. Questa tipologia di credito d'imposta è facoltativa: è possibile, infatti, scegliere di non utilizzarlo non detraendolo dalle imposte.
La normativa italiana sul credito d'imposta per gli utili distribuiti si è posta in contrasto con la normativa europea a causa delle discriminazioni riguardanti la residenza del socio percettore, per questo motivo la riforma fiscale del 2002-2003 abolisce l'istituto del credito d'imposta sui dividendi. 

### Il credito d'IVA
Il credito d'Iva è una conseguenza dell'impostazione generale della normativa relativa all'imposta sul valore aggiunto. Infatti, nell'applicazione dell'imposta, è necessario seguire un determinato meccanismo: il soggetto-cedente (che opera sul mercato) deve addebitare in fattura, a titolo di rivalsa, al soggetto-cessionario l'Iva relativa al bene o al servizio oggetto della prestazione. Il soggetto-cessionario, dunque, diventa titolare di un diritto di credito verso l'ente impositore pari al valore dell'imposta addebitatagli. Il diritto al credito d'Iva, dunque, deve essere esercitato tramite una detrazione (o compensazione) oppure tramite la richiesta di rimborso. 
Più precisamente, nel caso del ricorso alla detrazione, il credito d'imposta si estingue con la compensazione del debito che il soggetto-cessionario ha nei confronti dell'ente impositore per l'importo dell'imposta addebitato sulle fatture dei ricavi. Il credito d'Iva, però, può anche estinguersi tramite rimborso: può accadere, infatti, che l'ammontare del credito risulti in misura maggiore rispetto all'ammontare dell'Iva dovuta nell'anno di riferimento. Ebbene, il titolare del credito può decidere di rimettere a nuovo il credito e detrarlo dall'imposta eventualmente dovuta nei periodi successivi, oppure può decidere di chiederne il totale rimborso. In quest'ultimo caso, al fine di evitare abusi, il legislatore ha previsto una serie di ipotesi tassative, le quali devono verificarsi affinché il contribuente possa optare per il rimborso del credito. Queste ipotesi sono elencate all'articolo 30, comma 3, del Decreto del Presidente della Repubblica del 26 ottobre 1972, n. 633.

### Superbonus 110%
Il superbonus 110% è stata una tipologia di credito d'imposta che prevedeva la possibilità dello sconto in fattura, girata o cessione del credito a favore di soggetti terzi. I clienti lo utilizzavano per pagare le imprese edilizie che a loro volta pagavano la propria catena di fornitori.
Mediante la girata o cessione del credito a terzi, il credito d'imposta diventa a tutti gli effetti moneta circolante emessa dallo Stato.
In generale, il credito d'imposta può avere un effetto di moltiplicatore monetario, tale per cui l'emissione del credito d'imposta genera un aumento del PIL e del gettito fiscale (che è una percentuale del PIL stesso) maggiore e più che proporzionale rispetto al mancato gettito a favore dell'erario negli esercizi fiscali futuri. In altre parole, in più anni, il mancato gettito delle tasse è più che ripagato dal reddito disponibile nazionale generato dagli investimenti finanziati col credito e dal relativo gettito di tasse.
In questo senso, secondo alcuni economisti, il credito d'imposta è uno strumento della leva fiscale di cui la politica dispone per stimolare la crescita economica e la piena occupazione con investimenti pubblici e di soggetti privati di interesse pubblico.